# Taurina deidrogenasi
La taurina deidrogenasi è un enzima appartenente alla classe delle ossidoreduttasi, che catalizza la seguente reazione:
taurina + H2O + accettore ⇄ sulfoacetaldeide + NH3 + accettore ridotto